# Itali
Gli Itali (in greco Italói) erano un antico popolo Italico, probabilmente un ramo degli Enotri, che occupava la punta meridionale della penisola italiana dal 1000 a.C. circa.
Secondo Antioco di Siracusa, abitavano la Calabria meridionale (Reggio Calabria, Vibo Valentia e Catanzaro) e prendevano il nome dal mitico re Italo. Si espansero verso nord e verso l'entroterra. Si è ipotizzato che il nome autoctono fosse quello di "Vituli", ossia Vitelli ("Vitulus" in Latino e "Vitlu" in Umbro) e che derivasse dal loro animale totemico. 
Ancora secondo Antioco, gli Itali erano, assieme ai Morgeti e ai Siculi, uno dei tre rami degli Enotri. In un altro passaggio, lo stesso autore sostiene che gli stessi Itali presero in seguito il nome di Morgeti. 
Secondo il linguista Massimo Pittau, infine, il termine Itali sarebbe piuttosto di origine etrusca.